# Grubenwehr-Ehrenzeichen (1938)

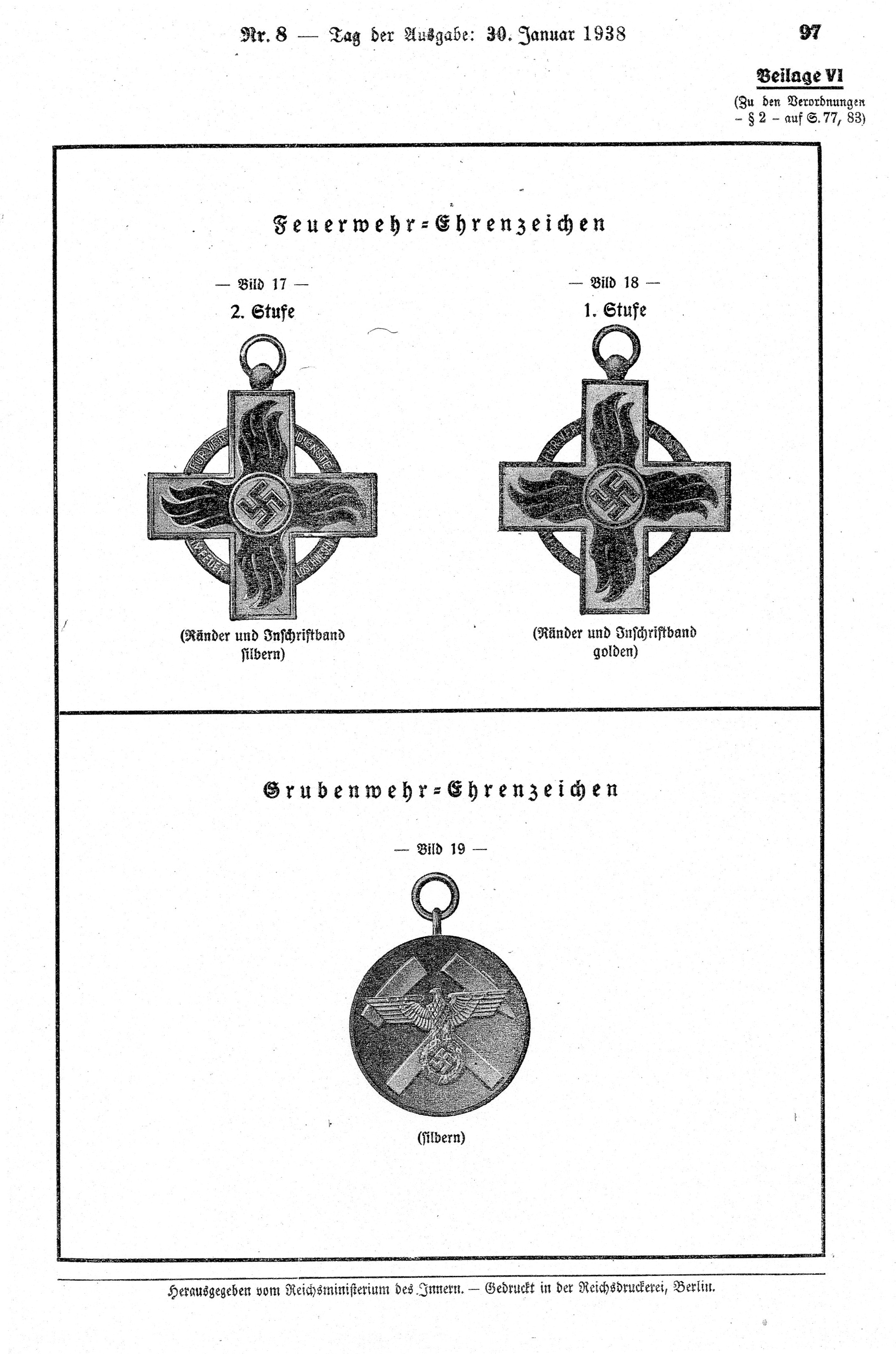
Die Grafische Darstellung des Grubenwehr-Ehrenzeichens im Reichsgesetzblatt (unten)

Vorschlageliste für das Grubenwehr-Ehrenzeichen

Vorschlageliste für das Grubenwehr-Ehrenzeichen Zweiter Teil

Darstellung des Grubenwehr-Ehrenzeichens in der 57er Version

Das Grubenwehr-Ehrenzeichen war eine staatliche Auszeichnung des Deutschen Reiches für verdiente Bergleute oder Mitglieder einer Grubenwehr. Es wurde am 30. Januar 1938 durch Adolf Hitler gestiftet, der Entwurf für die Medaille stammte vom Grafiker und Karikaturisten Professor Hans Schweitzer.

## Vorgeschichte
Grubenwehrmänner in Deutschland wurden bereits zuvor für ihre Leistungen gewürdigt, wobei dies meist auf Länderebene und in unterschiedlichster Weise geschah. So stiftete etwa der Preußische Minister für Wirtschaft am 17. April 1934 eine eigene Auszeichnung (das Gruben-Erinnerungsabzeichen des Freistaates Preußen). Am 13. November 1936 kam es zur Einführung des Reichsgrubenwehr-Ehrenzeichens, das in ganz Deutschland einheitlich durch den Reichswirtschaftsminister verliehen wurde. Diese Auszeichnung wandelte Hitler Anfang des Jahres 1938 in ein "im Namen des Führers" verliehenes Ehrenzeichen mit geändertem Aussehen um. Mit der Schaffung eines neuen Grubenwehr-Ehrenzeichens am 30. Januar 1938 war die Verleihung des Reichsgrubenwehr-Ehrenzeichens untersagt. Der volle Verordnungswortlaut im Reichsgesetzblatt Teil I, Seite 83 vom 30. Januar 1938 lautet:

## Verordnung über die Verleihung des Grubenwehr-Ehrenzeichens
Aufgrund des § 3 des Gesetzes über Titel, Orden und Ehrenzeichen vom 1. Juli 1937 (Reichsgesetzblatt Teil I, Seite 725) verordne ich:
- § 1: Als Anerkennung für Verdienste um das Grubenwehrwesen verleihe ich das Grubenwehr-Ehrenzeichen.
- § 2: Das Grubenwehr-Ehrenzeichen wird verliehen:
  - 1. an Mitglieder einer Grubenwehr, die fünfzehn Jahre in einer Grubenwehr in vorwurfsfreier Weise Dienst getan haben;
  - 2. an Mitglieder einer Grubenwehr mit kürzerer Dienstzeit, wenn sie wegen eines Unfalls im Dienste der Wehr ausscheiden müssen;
  - 3. an Mitglieder einer Grubenwehr oder andere Bergleute für besonders mutiges und entschlossenes Verhalten im Dienste der Wehr oder bei Rettungswerken.
- § 3: Das Grubenwehr-Ehrenzeichen besteht in einer silbernen Medaille, die auf der Vorderseite das Hoheitszeichen des Reichs vor gekreuztem Schlägel und Eisen, auf der Rückseite die Inschrift Für Verdienste im Grubenwehrwesen trägt. Es wird am orangefarbenen, schwarz eingefassten und weiß gesäumten Bande im Knopfloch oder an der Ordensschnalle auf der linken Brustseite getragen. Wird das Grubenwehr-Ehrenzeichen an der Ordensschnalle getragen, so ist es an der für staatliche Dienstauszeichnungen vorgeschriebenen Stelle anzubringen.
- § 4: Über die Verleihung des Grubenwehr-Ehrenzeichens erhält der Beliehene eine Verleihungsbescheinigung. Die Bescheinigung über die Verleihung des Ehrenzeichens erteilt in meinem Auftrage der Staatsminister und Chef der Präsidialkanzlei.
- § 5: Das Grubenwehr-Ehrenzeichen geht in das Eigentum des Beliehenen über. Eine Rückgabepflicht seiner Hinterbliebenen besteht nicht.
- § 6: Die Bestimmungen über die Schaffung und Verleihung eines Reichsgrubenwehrehrenzeichens vom 13. November 1936 (Deutscher Reichsanzeiger und Preußischer Staatsanzeiger Nr. 270) sind aufgehoben.
- § 7: Die Durchführungsbestimmungen werden von mir erlassen.
- Berlin, den 30. Januar 1938. Der Führer und Reichskanzler Adolf Hitler, Der Reichsminister des Innern Frick, Der Reichswirtschaftsminister (mit der Führung der Geschäfte beauftragt) Göring Preußischer Ministerpräsident.

## Durchführungsverordnung zur Verordnung über die Verleihung des Grubenwehr-Ehrenzeichens
Mit gleichen Datum der Verordnung vom 30. Januar 1938 wurde auch die Durchführungsverordnung erlassen, die in ihrem vollen Wortlaut war:
Auf Grund des § 7 des Gesetzes über Titel, Orden und Ehrenzeichen vom 1. Juli 1937 (Reichsgesetzblatt Teil I, Seite 725) und des § 7 der Verordnung über die Verleihung des Grubenwehr-Ehrenzeichens vom 30. Januar 1938 (Reichsgesetzblatt Teil I, Seite 83) ordne ich an:
- § 1: Die Vorschläge für die Verleihung des Grubenwehr-Ehrenzeichens sind vom Reichswirtschaftsminister listenmäßig in doppelter Ausfertigung nach anliegendem Vordruck mindestens vierteljährlich, nach Bezirken der oberen Bergbehörden oder, soweit solche nicht vorhanden sind, nach Bezirken der obersten Landesbergbehörden und innerhalb dieser Bezirke alphabetisch geordnet, dem Staatsminister und Chef meiner Präsidialkanzlei zwecks Einholung meiner Entscheidung zu übersenden. Vordrucke der Anlage sind bei der Reichsdruckerei erhältlich.
- § 2: Die Vorschläge für die Verleihung der Grubenwehr-Ehrenzeichen sind eingehend zu begründen.
- § 3: Um jederzeit feststellen zu können, welche Personen mit dem Grubenwehr-Ehrenzeichen ausgezeichnet worden sind, haben die oberen (Obersten) Bergbehörden ein Verzeichnis zu führen, in das die betreffenden Personen einzutragen sind.
- § 4: Ein Umtausch bereits verliehener Landes- oder Reichsgrubenwehr-Ehrenzeichen findet nicht statt.
- § 5: Die Grubenwehr-Ehrenzeichen und die Verleihungsbescheinigungen werden vom Staatsminister und Chef meiner Präsidialkanzlei dem Reichswirtschaftsminister zur Veranlassung der Aushändigung übersandt.
- § 6: Über den Empfang des Grubenwehr-Ehrenzeichens haben die Beliehenen eine Empfangsbestätigung auszufertigen. Vordrucke stellt die Präsidialkanzlei zur Verfügung, an welche die Bescheinigungen über den Reichswirtschaftsminister zurückzugeben sind.
- § 7: Verlorengegangene Grubenwehr-Ehrenzeichen werden nicht ersetzt. Der Inhaber ist berechtigt, sich auf seine Kosten ein Ersatzstück zu beschaffen.
- Berlin, den 30. Januar 1938. Der Führer und Reichskanzler Adolf Hitler, Der Reichsminister des Innern Frick, Der Reichswirtschaftsminister (mit der Führung der Geschäfte beauftragt) Göring Preußischer Ministerpräsident.

## Sonstiges
Laut Gesetz über Titel, Orden und Ehrenzeichen vom 26. Juli 1957 ist das Tragen der Auszeichnung in der Bundesrepublik Deutschland nur ohne nationalsozialistische Embleme gestattet.